# Norberto de Xanten
Norberto de Xanten, O. Praem (Gennep, c. 1080 – Magdeburg, 6 de junho de 1134), também conhecido como Norberto Gennep, foi Arcebispo de Magdeburgo, fundador da ordem dos cônegos regulares Premonstratenses e é venerado como santo na Igreja Católica. Norberto foi canonizado pelo Papa Gregório XIII em 1582, e sua estátua aparece acima da colunata da Piazza, na Praça de São Pedro, em Roma.

## Biografia
Norberto nasceu por volta de 1080 em Gennep ou Xanten. 
Filho mais novo de uma família da nobreza, podia escolher entre a carreira militar e a religiosa. Norberto escolheu a segunda, mas buscou apenas prazeres e luxos, como faziam muitos nobres da Europa. Circulava em altas rodas, vestindo riquíssimas roupas da moda, dedicando-se a caçadas e à vida da corte, até que um dia foi atingido por um raio, quando cavalgava no bosque. Seu cavalo morreu e, quando o jovem nobre despertou do desmaio, ouviu uma voz que lhe dizia para abandonar a vida mundana e praticar a virtude para salvar sua alma. Entendeu o acontecido como um presságio para uma conversa com Deus. A partir daquele instante, abandonou a família, amigos, posses e a vida dos prazeres. Passou a percorrer, na solidão, com os pés descalços e roupa de penitente, os caminhos da Alemanha, Bélgica e França.
Para aprimorar o dom da pregação, completou os estudos teológicos no mosteiro de Siegburgo e recebeu a ordenação sacerdotal.
Talvez envergonhado pelo passado, empreendeu a luta por reformas na Igreja, visando acabar com os privilégios dos nobres no interior do cristianismo. Foi muito contestado, principalmente pelo próprio clero, mas conseguiu o apoio do papa e seu trabalho prosperou.
Quando as reformas estavam já implantadas e em andamento, retirou-se para a solidão e fundou a Ordem dos Cônegos Regulares Premonstratenses, também conhecida como "dos Monges Brancos", uma referência ao hábito, que é dessa cor. A principal regra da nova Ordem era fazer com que os sacerdotes vivessem sua vida apostólica com a disciplina e a dedicação do monacado, uma concepção de vida religiosa revolucionária para a época. Mas não encerrou aí seu apostolado, pois desejava continuar como pregador fora do mosteiro.
Reiniciou sua obra de evangelização itinerante como um simples sacerdote mendicante.
Em 1126, foi nomeado arcebispo de Magdeburgo, lutando contra o cisma que ameaçava dividir a Igreja naquele tempo.
Respeitado pelo rei Lotário III, da Alemanha, foi por ele escolhido para seu conselheiro espiritual e chanceler junto ao papa.
Norberto morreu no dia 6 de junho de 1134, na sua sede episcopal, onde foi sepultado.
Foi canonizado, em 1582, pelo papa Gregório XIII. Devido à Reforma Protestante, suas relíquias foram trasladadas para a abadia de Strahov, na cidade de Praga, capital da República Tcheca, em 1627, onde estão guardadas até hoje. 
Ao lado de São Bernardo, São Norberto é considerado um dos maiores reformadores eclesiásticos do século XII. Atualmente, existem milhares de cônegos da Ordem de São Norberto, em vários mosteiros encontrados em muitos países de todos os continentes, inclusive no Brasil.

## Resumindo
Foi convertido de uma vida mundana para intensa experiência de fé, fundou a Ordem Premonstratense em 1120, em latim Ordo Præmostratensis ou Canditus et Canonicus Ordo Præmostratensis, O. Præm. 
Tornou-se Arcebispo de Magdeburgo em 1126. Por seu exemplo e pela sua pregação, trabalhou com exímio ardor na reforma religiosa e moral na França e na Alemanha.
Sua festa litúrgica é celebrada em 6 de junho.